# Забуковје над Севницо
Забуковје над Севницо (словен. Zabukovje nad Sevnico) је насељено место у општини Севница, Посавска регија, Словенија.

## Историја
До територијалне реорганизације у Словенији било је у саставу старе општине Севница.

## Становништво
У попису становништва из 2011. године, Забуковје над Севницо је имало 181 становника.
| Број становника према пописима | Број становника према пописима | Број становника према пописима |
| ------------------------------ | ------------------------------ | ------------------------------ |
| 1991                           | 2002                           | 2011                           |
| 214                            | 179                            | 181                            |

Напомена: До 1953. исказивано под именом Забуковје. Године 2010. извршена је мања размена територије између насеља Забуковје над Севницо и Мрзла Планина.